# 제3기병여단 (일본군)
기병 제3여단은 (騎兵第3旅団 기헤이 다이니료단[*])는 일본 제국 육군의 기병대 여단이었다.

## 역사
1909년 4월 1일, 창설되었다.
1937년 10월, 기병집단으로 전속하였다. 
1941년, 기병 제24연대가 제8사단으로 전속하였다.
1942년 6월, 기병 제1여단와 함께 속한 기병집단이 전차 제3사단으로 재조직화됨에 따라 기병 제3여단은 해체되었다.

## 부대
- 기병 제23연대
- 기병 제24연대
- 기마포병연대
- 기관총중대
- 대전차중대
- 전차중대
- 수송중대

## 기록

### 소속
- 기병집단, 1933년 4월 21일

### 참전
- 중일 전쟁

## 같이 보기
- 기병 제1여단
- 기병 제2여단
- 기병 제4여단